# Utetheisa salomonis
Utetheisa salomonis là một loài bướm đêm thuộc phân họ Arctiinae, họ Erebidae.